# Martin Kraus
Martin Kraus (ur. 21 listopada 1980 w Schliersee) – niemiecki narciarz alpejski, dwukrotny medalista mistrzostw świata juniorów.

## Kariera
Po raz pierwszy na arenie międzynarodowej Martin Kraus pojawił się 5 grudnia 1995 roku w Feichten, gdzie w zawodach uniwersyteckich zajął 33. miejsce w slalomie. W 1998 roku wystartował na mistrzostwach świata juniorów w Megève, gdzie jego najlepszym wynikiem było 26. miejsce w gigancie. Jeszcze dwukrotnie startował na imprezach tego cyklu, najlepsze wyniki osiągając podczas mistrzostw świata juniorów w Quebecu w 2000 roku, gdzie zdobył dwa medale. Najpierw zajął trzecie miejsce w zjeździe, w którym wyprzedzili go tylko dwaj Austriacy: Thomas Graggaber i Klaus Kröll. Następnie był drugi w supergigancie, rozdzielając na podium Klausa Krölla oraz jego rodaka, Hannesa Reichelta.
W zawodach Pucharu Świata zadebiutował 22 lutego 2003 roku w Garmisch-Partenkirchen, zajmując 40. miejsce w zjeździe. Nigdy nie zdobył punktów w zawodach tego cyklu. Startował głównie w Pucharze Europy, najlepsze wyniki osiągając w sezonie 2002/2003, kiedy zajął 107. miejsce w klasyfikacji generalnej. Nie brał udziału w mistrzostwach świata ani igrzyskach olimpijskich. W 2004 roku zakończył karierę.

## Osiągnięcia

### Mistrzostwa świata juniorów
| Miejsce | Dzień     | Rok  | Miejscowość | Konkurencja | Czas biegu  | Strata  | Zwycięzca             |
| ------- | --------- | ---- | ----------- | ----------- | ----------- | ------- | --------------------- |
| 34.     | 26 lutego | 1998 | Megève      | Zjazd       | 1:20,39 min | +2,14 s | Andreas Buder         |
| 44.     | 27 lutego | 1998 | Megève      | Supergigant | 1:27,52 min | +4,07 s | Freddy Rech           |
| 26.     | 28 lutego | 1998 | Megève      | Gigant      | 2:01,62 min | +3,84 s | Benjamin Raich        |
| DNF1    | 1 marca   | 1998 | Megève      | Slalom      | 1:23,06 min | -       | Benjamin Raich        |
| 15.     | 10 marca  | 1999 | Pra Loup    | Zjazd       | 1:08,50 min | +1,00 s | Klaus Kröll           |
| 11.     | 11 marca  | 1999 | Pra Loup    | Supergigant | 1:11,87 min | +0,88 s | Manfred Gstatter      |
| DNF1    | 13 marca  | 1999 | Pra Loup    | Gigant      | 1:48,10 min | -       | Christoph Alster      |
| DNF1    | 14 marca  | 1999 | Pra Loup    | Slalom      | 1:34,96 min | -       | Massimiliano Blardone |
| 3.      | 21 lutego | 2000 | Québec      | Zjazd       | 1:10,77 min | +0,63 s | Thomas Graggaber      |
| 2.      | 22 lutego | 2000 | Québec      | Supergigant | 1:15,69 min | +0,44 s | Klaus Kröll           |
| 21.     | 25 lutego | 2000 | Québec      | Slalom      | 1:52,95 min | +3,42 s | Daniel Défago         |
| 26.     | 26 lutego | 2000 | Québec      | Gigant      | 1:52,09 min | +2,64 s | Georg Streitberger    |

### Puchar Europy

#### Miejsca w klasyfikacji generalnej
- sezon 1999/2000: 127.
- sezon 2002/2003: 107.
- sezon 2003/2004: 189.

#### Miejsca na podium
Kraus nie stawał na podium zawodów PE.